# Poecilia kempkesi
Poecilia kempkesi là một loài cá nước ngọt thuộc chi Poecilia trong họ Cá khổng tước. Loài này được mô tả lần đầu tiên vào năm 2013.

## Phân bố và môi trường sống
P. kempkesi hiện chỉ được tìm thấy tại lưu vực sông ngòi ở Paramaribo, thủ đô của Suriname.